# Лінц
Лінц (нім. Linz) — місто в Австрії, столиця федеральної землі Верхня Австрія, третє найбільше місто Австрії за населенням.

## Історія
Місто було засноване римлянами на місці стародавнього кельтського поселення Лентос як оборонного пункту на північному кордоні імперії в 15 році до н. е., при завоюванні, тоді ще полководцем Тиберієм, земель між верхньою течією Драви і Дунаєм. Переінакшена римлянами назва фортеці звучала як Лентія. Назва міста Лінц (Linze)  вперше згадується в часи середньовіччя, у 799 році, у зв'язку з будівництвом церкви святого Мартина, найстарішої зі збережених церков Австрії. Поміж 902—906 роками тут відбувся перший королівський ярмарок «Zollort». До 1210 року Лінц належав до Баварського герцогства. За правління Бабенбергів було закладено нову головну площу (1230), голова міста отримав міську печатку (1240). Фрідріх ІІІ зробив місто середньою резиденцією на терені Священної Римської імперії (1489—1493). У місті скликали другий ландтаг 1457 року, а в 1490-му воно стало головним містом землі. 3 березня 1497 року імператор Максиміліан І надав  право будівництва мосту через Дунай (третій після Відня та Кремса).

## Клімат
Клімат помірно континентальний, перехідний до континентального. Зима м'яка, з частими снігопадами, найхолодніший зимовий місяць: січень, температура знижується до -14 °C. Літо тепле і сонячне, найспекотніші місяці: липень і серпень, температура близько +20 °C. Середньорічна кількість опадів варіюється від 600 мм до 2000 мм на рік.

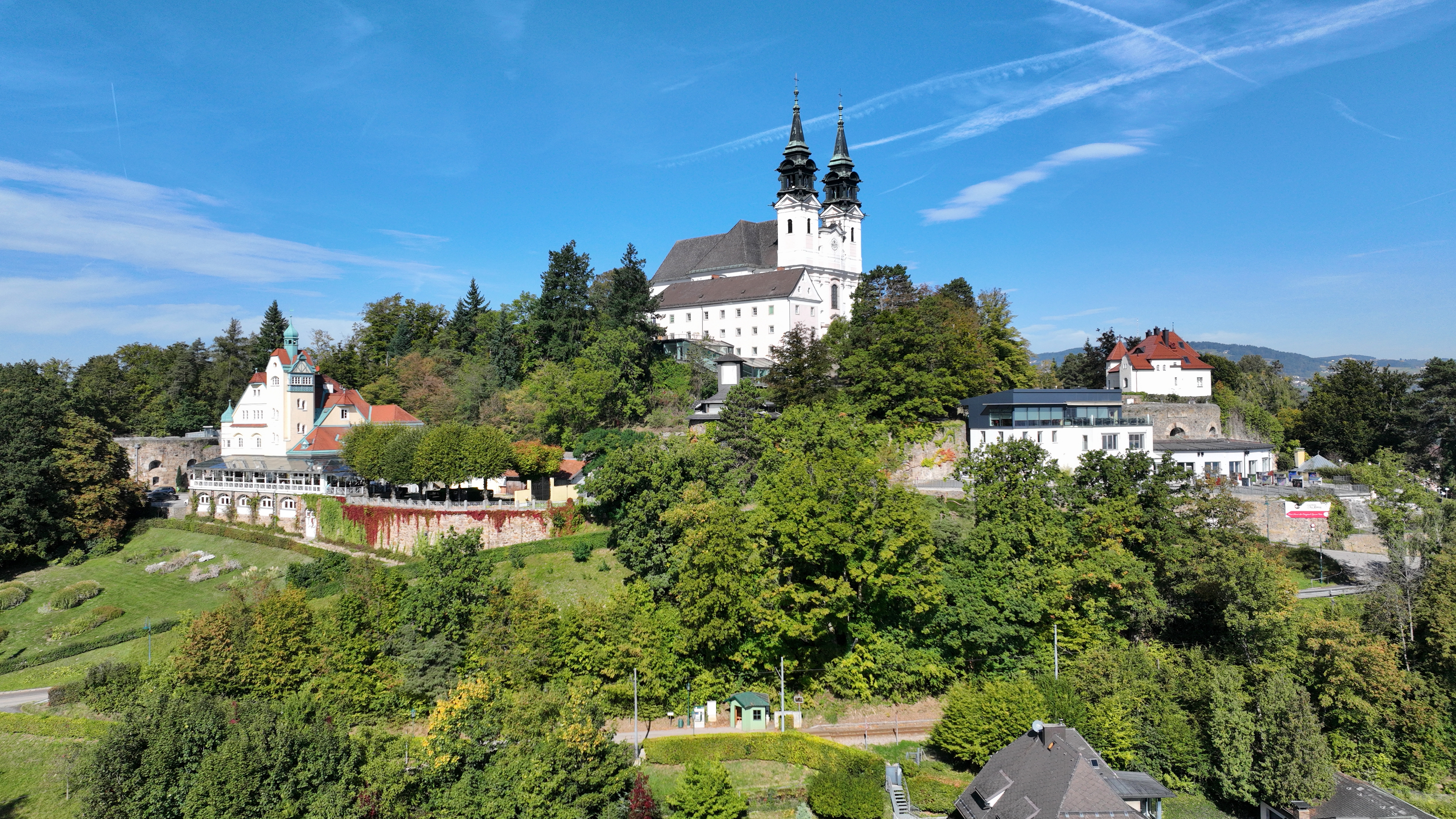
Церква Пестлінґберґ в Лінці

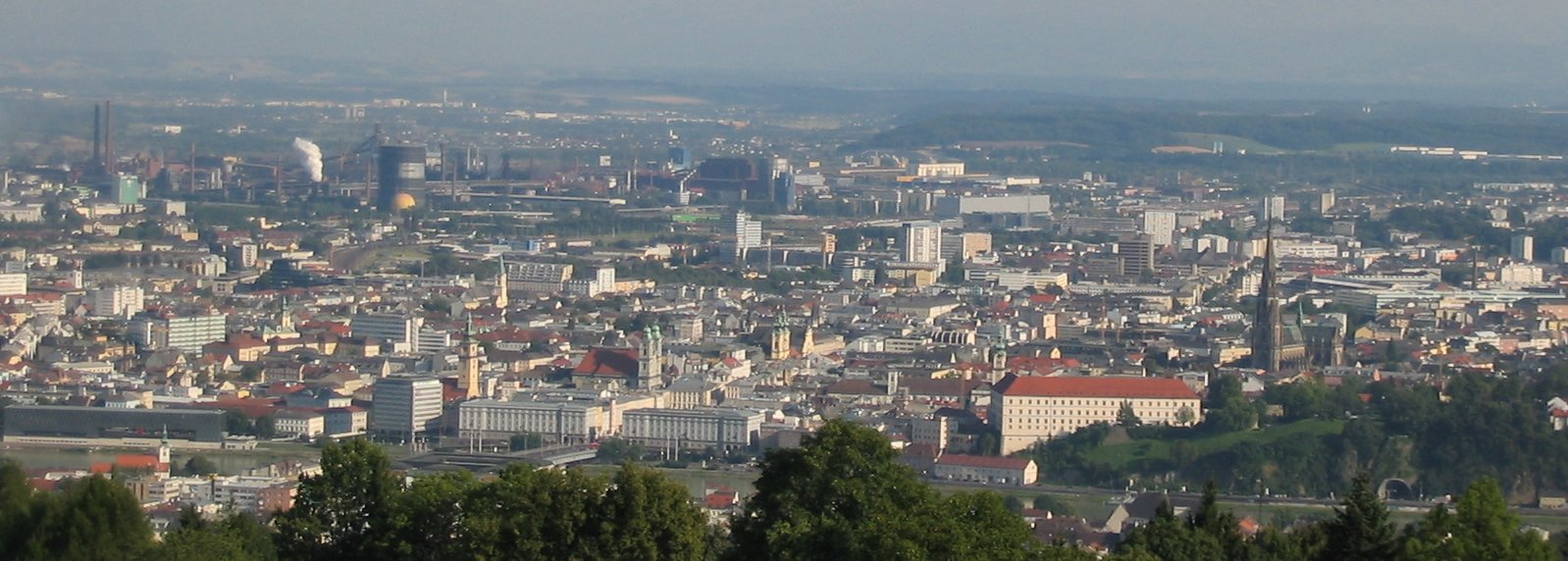
Вид на місто з гори Пестлінґберґ

| Клімат Лінца (1981–2010, extremes 1939–present) | Клімат Лінца (1981–2010, extremes 1939–present) | Клімат Лінца (1981–2010, extremes 1939–present) | Клімат Лінца (1981–2010, extremes 1939–present) | Клімат Лінца (1981–2010, extremes 1939–present) | Клімат Лінца (1981–2010, extremes 1939–present) | Клімат Лінца (1981–2010, extremes 1939–present) | Клімат Лінца (1981–2010, extremes 1939–present) | Клімат Лінца (1981–2010, extremes 1939–present) | Клімат Лінца (1981–2010, extremes 1939–present) | Клімат Лінца (1981–2010, extremes 1939–present) | Клімат Лінца (1981–2010, extremes 1939–present) | Клімат Лінца (1981–2010, extremes 1939–present) | Клімат Лінца (1981–2010, extremes 1939–present) |
| Показник                                        | Січ.                                            | Лют.                                            | Бер.                                            | Квіт.                                           | Трав.                                           | Черв.                                           | Лип.                                            | Серп.                                           | Вер.                                            | Жовт.                                           | Лист.                                           | Груд.                                           | Рік                                             |
| Абсолютний максимум, °C                         | 17,2                                            | 18,6                                            | 24,4                                            | 29,8                                            | 33,1                                            | 35,4                                            | 37,4                                            | 37,8                                            | 34,9                                            | 26,1                                            | 23,9                                            | 14,8                                            | 37,8                                            |
| Середній максимум, °C                           | 2,3                                             | 4,6                                             | 10,0                                            | 15,9                                            | 20,8                                            | 23,2                                            | 25,6                                            | 24,9                                            | 19,9                                            | 14,3                                            | 7,3                                             | 3,0                                             | 14,3                                            |
| Середня температура, °C                         | −0,4                                            | 0,9                                             | 5,3                                             | 10,3                                            | 15,3                                            | 17,9                                            | 19,9                                            | 19,4                                            | 14,8                                            | 9,9                                             | 4,4                                             | 0,7                                             | 9,9                                             |
| Середній мінімум, °C                            | −2,6                                            | −1,8                                            | 1,9                                             | 5,8                                             | 10,5                                            | 13,2                                            | 15,2                                            | 14,8                                            | 11,1                                            | 6,8                                             | 2,3                                             | −1,3                                            | 6,3                                             |
| Абсолютний мінімум, °C                          | −30                                             | −26                                             | −22,7                                           | −4                                              | −2,3                                            | 0,7                                             | 5,7                                             | 4,9                                             | −1,1                                            | −6,5                                            | −14,5                                           | −27,2                                           | −30                                             |
| Норма опадів, мм                                | 62                                              | 55                                              | 75                                              | 59                                              | 77                                              | 90                                              | 104                                             | 96                                              | 68                                              | 58                                              | 62                                              | 66                                              | 871                                             |
| Вологість повітря, %                            | 78.0                                            | 69.4                                            | 60.8                                            | 53.6                                            | 51.2                                            | 56.2                                            | 54.6                                            | 55.2                                            | 60.3                                            | 66.5                                            | 76.7                                            | 80.5                                            | 63.6                                            |
| ----------------------------------------------- | ----------------------------------------------- | ----------------------------------------------- | ----------------------------------------------- | ----------------------------------------------- | ----------------------------------------------- | ----------------------------------------------- | ----------------------------------------------- | ----------------------------------------------- | ----------------------------------------------- | ----------------------------------------------- | ----------------------------------------------- | ----------------------------------------------- | ----------------------------------------------- |

## Транспорт
Лінц — важливий транспортний вузол Верхньої Австрії.
Аеропорт Лінц розташований приблизно за 14 км на південний захід від центру міста, у муніципалітеті Гершинг. До аеропорту можна легко дістатися федеральними автомагістралями B139 та B1. Автобусна лінія 601 сполучає аеропорт з центром Лінца, час в дорозі 20 хвилин. Також є безкоштовний транспорт від залізничної станції Гершинг.
Місто також обслуговує залізнична станція Лінц-Головний, що розміщена на Західній залізниці, що сполучає Відень із Західною Австрією, Німеччиною та Швейцарією.
Дунаєм курсують різні види річкового транспорту, від промислових барж до туристичних круїзних суден.
Місцевий громадський транспорт представлений трамваєм, тролейбусом та міським автобусом, під орудою Linz AG.

## Музеї
- Музей сучасного мистецтва (Лінц)

## Наука, освіта
- Лінцький університет

## Міста-побратими
- Німеччина, Берлін (Шарлоттенбург)
- Німеччина, Галле
- Німеччина, Лінц-ам-Райн
- Італія, Модена
- КНР, Ченгду
- Фінляндія, Тампере
- Нікарагуа, Сан-Карлос
- Росія, Нижній Новгород
- США, Канзас Сіті
- Туніс, Габес
- Україна, Запоріжжя
- Чехія, Чеське Будейовіце
- Швеція, Лінчепінг
- Швеція, Норчепінг
- Південна Корея, Кванян
- Туреччина, Ескішехір
- Румунія, Брашов

## Відомі люди
- Маріанна фон Віллемер (1784—1860) — австрійська актриса і танцівниця, поетеса
- Людвіг Больцман (1844—1906) — австрійський фізик.
- Герман Бар (1863—1934) — австрійський письменник, публіцист і критик
- Грет Мостні (1914—1991) — чилійська вчена-антрополог австрійського походження.
- Міхаель Майр (* 1984) — австрійський хокеїст.

- Антонович Мирослав — працював у місцевому оперному театрі.
- Герман Рілінґ — австрійський, український та німецький військовий діяч, поручник УГА, командир підрозділу жандармерії ЗУНР.